# Campionati europei di atletica leggera indoor 1976
I VII campionati europei di atletica leggera indoor si sono svolti a Monaco di Baviera, in Germania Ovest (oggi Germania), presso l'Olympiahalle, dal 21 al 22 febbraio 1976. 

## Risultati

### Uomini
| Specialità | Oro                 | Prestazione | Argento                    | Prestazione | Bronzo                | Prestazione |
| Corse piane |                     |             |                            |             |                       |             |
| 60 metri | Valeriy Borzov      | 6"58 =      | Vassilios Papageorgopoulos | 6"70        | Petăr Petrov          | 6"68        |
| 400 metri | Yanko Bratanov      | 47"79       | Hermann Köhler             | 48"19       | Grzegorz Mądry        | 48"46       |
| 800 metri | Ivo Van Damme       | 1'49"2      | Josef Schmid               | 1'49"8      | Milovan Savić         | 1'49"9      |
| 1.500 metri | Paul-Heinz Wellmann | 3'45"1      | Thomas Wessinghage         | 3'45"3      | Gheorghe Ghipu        | 3'46"1      |
| 3.000 metri | Ingo Sensburg       | 8'01"6      | Józef Ziubrak              | 8'02"0      | Ray Smedley           | 8'02"2      |
| Corse a ostacoli |                     |             |                            |             |                       |             |
| 60 metri ostacoli | Viktor Myasnikov    | 7"78        | Berwyn Price               | 7"80        | Zbigniew Jankowski    | 7"92        |
| Salti |                     |             |                            |             |                       |             |
| Salto con l'asta | Yuriy Prokhorenko   | 5,45 m      | Antti Kalliomäki           | 5,40 m      | Renato Dionisi        | 5,30 m      |
| Salto in alto | Sergey Senyukov     | 2,22 m      | Jacques Aletti             | 2,19 m      | Walter Boller         | 2,19 m      |
| Salto in lungo | Jacques Rousseau    | 7,90 m      | Valeriy Podluzhniy         | 7,79 m      | Joachim Busse         | 7,72 m      |
| Salto triplo | Viktor Saneev       | 17,10 m     | Carol Corbu                | 16,75 m     | Bernard Lamitié       | 16,68 m     |
| Lanci |                     |             |                            |             |                       |             |
| Getto del peso | Geoff Capes         | 20,64 m     | Gerd Lochmann              | 20,29 m     | Aleksandr Baryshnikov | 20,02 m     |
| record mondiale; record mondiale stagionale; record europeo; record europeo stagionale; record dei campionati; record nazionale; record personale; record personale stagionale. |                     |             |                            |             |                       |             |

### Donne
| Specialità | Oro                 | Prestazione | Argento               | Prestazione | Bronzo               | Prestazione |
| Corse piane |                     |             |                       |             |                      |             |
| 60 metri | Linda Haglund       | 7"24        | Sonia Lannaman        | 7"25        | Elvira Possekel      | 7"28        |
| 400 metri | Rita Wilden         | 52"26       | Jelica Pavličić       | 52"47       | Inta Kļimoviča       | 52"80       |
| 800 metri | Nikolina Shtereva   | 2'02"2      | Lilyana Tomova        | 2'02"6      | Gisela Klein         | 2'03"2      |
| 1.500 metri | Brigitte Kraus      | 4'15"2      | Natalia Marasescu     | 4'15"6      | Rositsa Pekhlivanova | 4'15"8      |
| Corse a ostacoli |                     |             |                       |             |                      |             |
| 60 metri ostacoli | Grażyna Rabsztyn    | 7"96        | Natalya Lebedeva      | 8"08        | Bożena Nowakowska    | 8"14        |
| Salti |                     |             |                       |             |                      |             |
| Salto in alto | Rosemarie Ackermann | 1,92 m =    | Ulrike Meyfarth       | 1,89 m      | Milada Karbanová     | 1,89 m      |
| Salto in lungo | Lidiya Alfeyeva     | 6,64 m      | Jarmila Nygrýnová     | 6,57 m      | Galina Gopchenko     | 6,48 m      |
| Lanci |                     |             |                       |             |                      |             |
| Getto del peso | Ivanka Khristova    | 20,45 m     | Svetlana Krachevskaya | 20,06 m     | Ilona Schoknecht     | 19,36 m     |
| record mondiale; record mondiale stagionale; record europeo; record europeo stagionale; record dei campionati; record nazionale; record personale; record personale stagionale. |                     |             |                       |             |                      |             |

## Medagliere
Legenda
     Paese ospitante
| Posizione | Paese            | Oro | Argento | Bronzo | Totale |
| --------- | ---------------- | --- | ------- | ------ | ------ |
| 1         | Unione Sovietica | 6   | 3       | 3      | 12     |
| 2         | Germania Ovest   | 4   | 4       | 4      | 12     |
| 3         | Bulgaria         | 3   | 1       | 2      | 6      |
| 4         | Regno Unito      | 1   | 2       | 1      | 4      |
| 5         | Polonia          | 1   | 1       | 3      | 5      |
| 6         | Germania Est     | 1   | 1       | 1      | 3      |
| 6         | Francia          | 1   | 1       | 1      | 3      |
| 8         | Belgio           | 1   | 0       | 1      | 2      |
| 9         | Svezia           | 1   | 0       | 0      | 1      |
| 10        | Romania          | 0   | 2       | 1      | 3      |
| 11        | Cecoslovacchia   | 0   | 1       | 1      | 2      |
| 11        | Jugoslavia       | 0   | 1       | 1      | 2      |
| 13        | Finlandia        | 0   | 1       | 0      | 1      |
| 13        | Grecia           | 0   | 1       | 0      | 1      |
| 15        | Italia           | 0   | 0       | 1      | 1      |
| Totale    | Totale           | 19  | 19      | 19     | 57     |